# 厄尔布尔士山脉

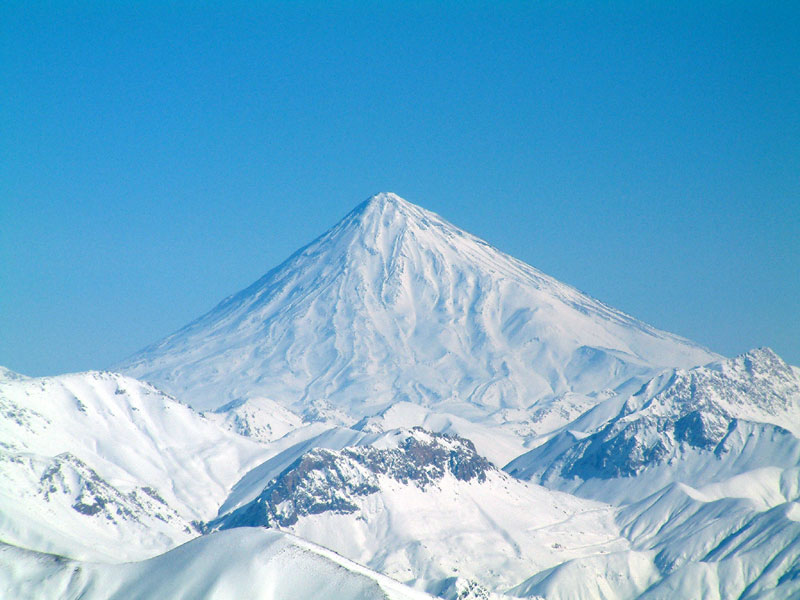
冬季的德馬峰

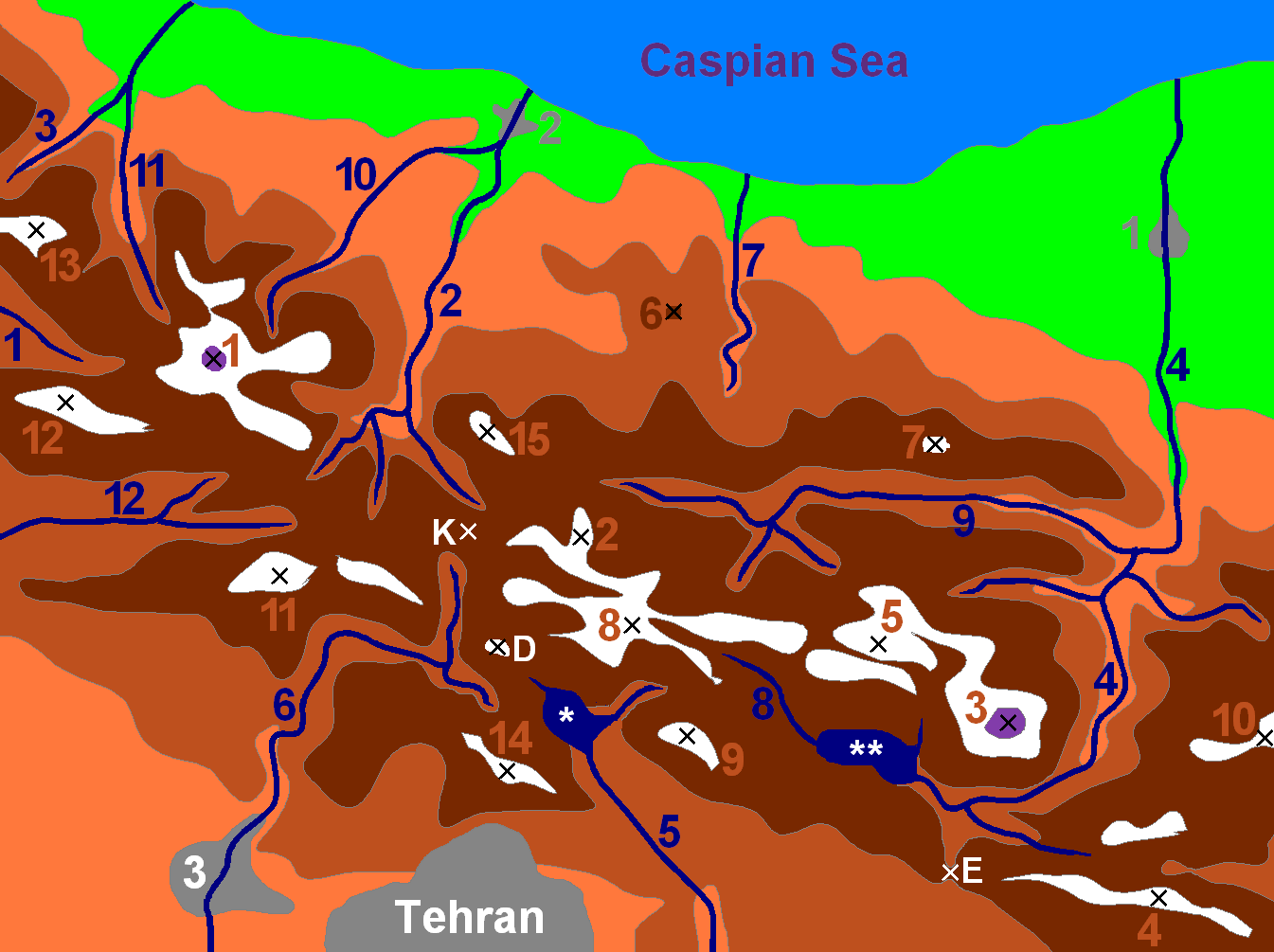
中部厄爾布爾士山脈圖（請參考英文版說明）

厄爾布爾士山脈（Alborz，listenⓘ 波斯語：‎，波斯語: البرز‎，也被拼寫為Alburz，Elburz，或是Elborz），是位於伊朗北部的巨大山脈，從亞塞拜然邊界，一路沿著西部和整個裏海南岸延伸，向東北延伸，最終在大呼羅珊的北部和阿拉達山脈會合。這個山脈分為西部、中部、和東部三個部分。西部厄爾布爾士山脈（通常稱為塔雷什山脈（Talysh））幾乎貼著裏海的西岸往南南東方走向。中央厄爾布爾士山脈（這是嚴格定義上的厄爾布爾士山脈）沿裏海的整個南岸從西向東延伸，而東部厄爾布爾士山脈則向東北方向，朝呼羅珊地區的北部，延伸到裏海的東南部。位於中央厄爾布爾士山脈有兩座伊朗最高的山峰，第一高的是德馬溫峰（高度5,610.0公尺（18,405.5英尺）），次高的是阿朗峰（高度4,805公尺（15,764.5英尺））。
厄爾布爾士山脈是伊朗的兩大山系之一，另一座山系是扎格羅斯山脈。伊朗擁有超過百座，高度比4,000公尺還高的山峰，其中多數分佈在扎格羅斯山脈之中。

## 名詞來源
厄爾布爾士山脈（Alborz）的名字源於Harā Barazaitī，是祆教的主要經文-波斯古經中提及的一座傳奇山脈。Harā Barazaiti是原始伊朗語的一個名字，Harā Bṛzatī意為“山脈壁壘”。Bṛzatī是形容詞bṛzant-“high（高聳）”的女性形式，是現代波斯語boland和Barz/Berazandeh的原始形式，與梵語的Brihat同源。Harā可從原始印歐語字根*ser-“protect”解釋為“觀察”或“守衛”。在中古波斯語，Harā Barazaitī變成Harborz，再變成現代波斯語的Alborz，也與高加索山脈最高峰厄爾布魯士山的名字同源。

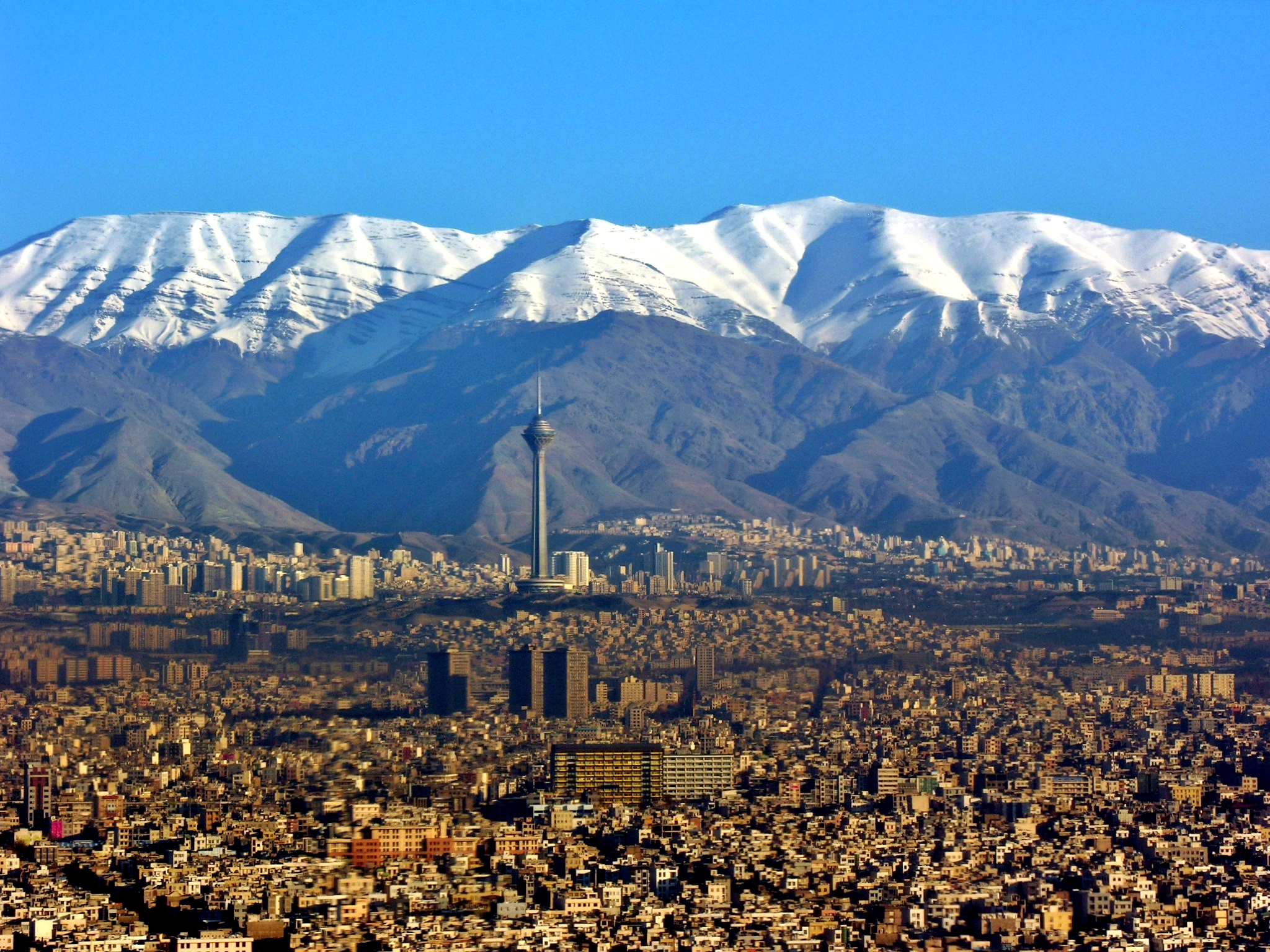
由德黑蘭眺望厄爾布爾士山脈

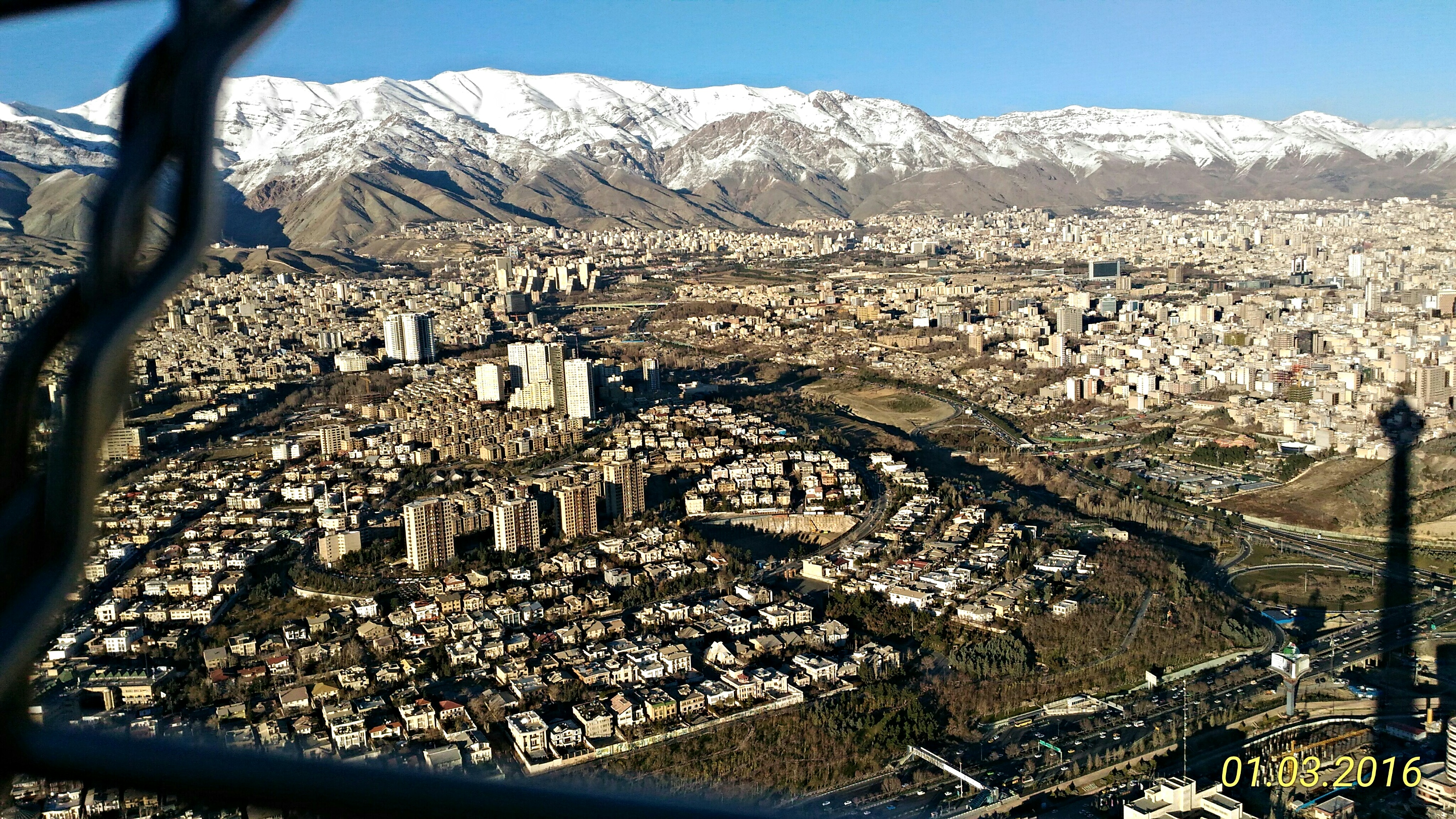
在德黑蘭的默德塔上俯看城市並遠望厄爾布爾士山脈

## 神話傳說
祆教信徒似乎將這座山脈認定為波斯古經中末世論人物佩斯由堂的居住所在，而祆教中的支派伊姆-伊-卡許農教派，則將德馬峰認定定為Saheb-e-Dilan（“masters of the Heart，心靈大師們”）的故鄉。詩人菲爾多西在他的史詩作品列王紀中談到這座山脈，“彷彿[這山脈]置身於印度”。這種名稱可能反映的是古老的用法，許多大山都被冠上這個名字，時至今日仍然如此，包含有高加索山脈的厄爾布魯士山，還有霍爾木茲海峽北方克爾曼地區的埃爾巴里斯）山脈（Mount Elbariz，或拼寫為Albariz）。這幾個名字都有類似的伊朗語支元素，不斷用來重複推測那波斯古經中所提到的Harā Bərəzaitī傳奇山脈。

## 地質
厄爾布爾士山脈在裏海南岸和伊朗高原之間形成一個阻隔屏障。它本身只有60-130公里寬，由上泥盆紀到漸新世的沉積岩系列，通常是侏羅紀的石灰岩包覆著花崗岩岩心所構成。泥盆紀的砂岩，和含煤層的侏羅紀頁岩反映出大陸性的沉積條件，而主要由石灰岩組成的石炭紀和二疊紀的地層，則反映出海洋條件。在東部厄爾布爾士山脈中，最東的部分是由中生代（主要是三疊紀和侏羅紀）岩石所形成，而東部厄爾布爾士山脈的西部則主要由古生代岩石所構成。前寒武紀的岩石主要分佈在裏海東南部的戈爾甘以南，而在中央厄爾布爾士山脈的中部和西部，有少量的前寒武紀岩石。中央厄爾布爾士山脈的中央部分主要由三疊紀和侏羅紀岩石所形成，而它的西北部分則主要由侏羅紀岩石組成。第三紀（大部分為始新世）綠色火山凝灰岩和熔岩構成的厚岩床，主要分佈在中央山脈範圍的西南和中南部。厄爾布爾士山脈的最西北部-西部厄爾布爾士山脈，或稱塔雷什山脈，主要由上白堊紀火山沉積物組成，在它南部有一條古生代岩石帶，以及一條三疊紀和侏羅紀的岩石帶，都是西北往東南走向。由於特提斯洋封閉，阿拉伯板塊與伊朗板塊發生碰撞，阿拉伯板塊往伊朗板塊方向推擠，而北方的歐亞大陸板塊也朝伊朗板塊做順時針運動，然後是碰撞，伊朗板塊在兩側受到擠壓。
碰撞的結果導致上古生代、中生代、和古近紀岩石的折疊，加上新生代（主要是始新世）的火山作用，形成厄爾布爾士山脈，發生的時間主要是在中新世時期。因此，阿爾卑斯造山運動開始，連同厄爾布爾士山脈西南部和中南部的始新世的火山作用，加上這個區域的西北，中部和東部地區較老的沉積岩的隆升和褶皺繼續進行，造山運動主要發生在中新世和上新世時代。（請參考伊朗地質中#Alborz部分）

## 生態區，植物和動物
厄爾布爾士山脈的南坡通常是半乾旱，或著是乾旱，降雨（雪）不規則，而且量並不大。山脈的北坡則是潮濕型，尤其是在中央厄爾布爾士山脈的西部。南部山坡（或稱厄爾布爾士山脈森林草原生態區）上海拔較高的地方，樹木稀少。
杜松是在人跡罕至的地區和高海拔地區最常見的樹，而常見的灌木是開心果、楓樹、和杏仁。但是在北坡，裏海希爾卡尼亞混合森林生態區裡面，則是樹木茂盛，森林濃鬱。不同的自然植被分佈方式：
- 希爾卡尼亞森林位在最低層。
- 山毛櫸森林位在中間地帶。
- 橡樹林位在較高的區域。

在某些山谷裡，主要的植被是野生的柏樹，而橄欖樹則生長在中央厄爾布爾士山脈塞夫德·魯德河附近的西部山谷裡面。
山脈裡面重要的動物和鳥類有波斯野山羊、阿富汗狐、大耳沙狐、赤狐、波斯黇鹿、野豬、敘利亞棕熊、波斯豹、伊朗狼、鵟、鵝、啄木鳥、西域兀鷲、鵰等。裏海虎也曾在山脈裡面出沒，現已滅絕。

## 史前時期
在厄爾布爾士山脈當地發掘到的考古證據顯示，人類至少從舊石器時代初期的後期就開始就在此地出沒。位於吉蘭省的達班德洞穴存有這個時期的證據。伊朗國家博物館和吉蘭省的工作人員在洞穴中發掘出當期的石製器物和動物的化石。洞穴中大量的洞熊和棕熊的遺骸，以及少數的石器，表明那兒應該是個熊窩。熊骨上沒有明顯的切割痕跡，表示並非由人類獵食或是食腐所造成，有些熊骨上有燃燒過的痕跡，很可能是通過自然過程所發生。尼安德塔人在舊石器時代中期很有可能在此地活動，在山脈西北部的阿茲克洞穴曾發現過他們的化石。在布茲爾洞穴、Kiaram洞穴、以及別的調查地點均發掘有尼安德特人的石器。在馬贊德蘭省一個名為Garm Rud的河邊遺址，曾發現現代人類的證據，年代可追溯到大約30,000年前。

## 滑雪勝地
冬季下大雪時期，在山脈裡面的幾個區域有滑雪勝地。根據滑雪愛好者的說法，其中有些是世界上最好的滑雪勝地之一。其中最重要的有地辛、顯夏克、妥恰、和達本德薩滑雪勝地。

## 山峰，山頂勝地，高山湖泊，和景點
- 德馬溫峰
- 賞楓
- 妥恰（英语：Tochal）
- 妥恰綜合休閒遊樂區（英语：Tochal Complex）
- 唐閣·薩瓦希峽谷（英语：Tangeh Savashi）（風景區）
- 阿朗峰（英语：Alam Kuh）（適合登山）
- 阿剌模忒堡
- 地辛（英语：Dizin）（滑雪勝地）
- 歐文湖（英语：Ovan lake）

## 外部連結
- 维基共享资源上的相關多媒體資源：厄尔布尔士山脉
- Alborz Mountains, Photos from Iran, Livius （页面存档备份，存于）.
- Maps, Photos and a List of peaks （页面存档备份，存于）
- NASA Astronomy Picture of the Day: Alborz Mountain Milky Way (3 May 2008)